# Người Canada gốc Ý
Người Canada gốc Ý là công dân Canada có nguồn gốc tổ tiên là người Ý hoặc những sinh ra tại Ý di cư và cư trú tại Canada. Theo Điều tra dân số năm 2006, có khoảng 1.445.335 người Canada (4,6% dân số) tự nhận mình là người gốc Ý. Dân số người Canada gốc Ý đã tăng hơn 12% (hơn 700.000 người) và một nửa tổ tiên người Ý kết hợp với một nhóm sắc tộc khác, chủ yếu là các nước châu Âu khác. Người Ý là nhóm sắc tộc đứng thứ năm trong danh sách các nhóm dân sắc lớn nhất của Canada, sau người Anh, Ireland, Pháp và Đức.

## Dân số

### Sắc tộc
Theo điều tra dân số năm 2016, 1.587.970 cư dân Canada cho biết họ có tổ tiên là người Ý - 4,6 phần trăm dân số Canada và tăng sáu phần trăm so với dân số 1.488.425 của điều tra dân số năm 2011.  Từ 1.587.970, 695.420 là câu trả lời về nguồn gốc dân tộc đơn lẻ, trong khi 892.550 câu trả lời còn lại là từ nhiều nguồn gốc dân tộc. Phần lớn sống ở Ontario, hơn 900.000, (bảy phần trăm dân số), trong khi hơn 300.000 sống ở Québec (bốn phần trăm dân số) - chiếm gần 80 phần trăm dân số quốc gia.
| Năm      | Dân số (các câu trả lời về nguồn gốc đơn và nhiều dân tộc) | % tổng dân số dân tộc | Dân số (các câu trả lời về nguồn gốc dân tộc đơn lẻ) | Dân số (các câu trả lời về nguồn gốc dân tộc) |
| -------- | ---------------------------------------------------------- | --------------------- | ---------------------------------------------------- | --------------------------------------------- |
| 1871     | 1,035                                                      | 0,03%                 | N/A                                                  | N/A                                           |
| 1881     | 1.849                                                      | 0,04%                 | N/A                                                  | N/A                                           |
| 1901     | 10.834                                                     | 0,20%                 | N/A                                                  | N/A                                           |
| Năm 1911 | 45.411                                                     | 0,64%                 | N/A                                                  | N/A                                           |
| Năm 1921 | 66.769                                                     | 0,76%                 | N/A                                                  | N/A                                           |
| Năm 1931 | 98.173                                                     | 0,95%                 | N/A                                                  | N/A                                           |
| Năm 1941 | 112.625                                                    | 0,98%                 | N/A                                                  | N/A                                           |
| Năm 1951 | 152.245                                                    | 1,1%                  | N/A                                                  | N/A                                           |
| Năm 1961 | 459.351                                                    | 2,5%                  | N/A                                                  | N/A                                           |
| Năm 1971 | 730.820                                                    | 3,4%                  | N/A                                                  | N/A                                           |
| Năm 1981 | 747,970                                                    | 3,1%                  | N/A                                                  | N/A                                           |
| Năm 1991 | 1.147.780                                                  | 4,1%                  | 750.055                                              | 397.725                                       |
| 1996     | 1.207.475                                                  | 4,2%                  | 729.455                                              | 478.025                                       |
| 2001     | 1.270.370                                                  | 4,3%                  | 726.275                                              | 544.090                                       |
| 2006     | 1.445.335                                                  | 4,6%                  | 741.045                                              | 704.285                                       |
| 2011     | 1.488.425                                                  | 4,5%                  | 700.845                                              | 787.580                                       |
| 2016     | 1.587.970                                                  | 4,6%                  | 695.420                                              | 892.550                                       |

| Tỉnh bang/lãnh thổ       | Dân số (1991) | % tổng dân số các dân tộc (1991) | Dân số (1996) | % tổng dân số các dân tộc (1996) | Dân số (2001) | % tổng dân số các dân tộc (2001) | Dân số (2006) | % tổng dân số các dân tộc (2006) |
| ------------------------ | ------------- | -------------------------------- | ------------- | -------------------------------- | ------------- | -------------------------------- | ------------- | -------------------------------- |
| Ontario                  | 701.430       | 7,0%                             | 743.425       | 7,0%                             | 781.345       | 6,9%                             | 867.980       | 7,2%                             |
| Québec                   | 226.645       | 3,3%                             | 244.740       | 3,5%                             | 249.205       | 3,5%                             | 299.655       | 4,0%                             |
| British Columbia         | 111.990       | 3,4%                             | 117.895       | 3,2%                             | 126.420       | 3,3%                             | 143.160       | 3,5%                             |
| Alberta                  | 61.245        | 2,4%                             | 58.140        | 2,2%                             | 67.655        | 2,3%                             | 82.015        | 2,5%                             |
| Manitoba                 | 17,900        | 1,6%                             | 17.205        | 1,6%                             | 18.550        | 1,7%                             | 21.405        | 1,9%                             |
| Nova Scotia              | 11,915        | 1,3%                             | 11.200        | 1,2%                             | 11.240        | 1,3%                             | 13.505        | 1,5%                             |
| Saskatchewan             | 8.290         | 0,84%                            | 7.145         | 0,73%                            | 7,565         | 0,79%                            | 7.970         | 0,80%                            |
| New Brunswick            | 4.995         | 0,69%                            | 4,645         | 0,64%                            | 5.610         | 0,78%                            | 5.900         | 0,80%                            |
| Newfoundland và Labrador | 1.740         | 0,31%                            | 1.505         | 0,28%                            | 1.180         | 0,23%                            | 1.375         | 0,27%                            |
| Đảo Hoàng tử Edward      | 665           | 0,51%                            | 515           | 0,39%                            | 605           | 0,45%                            | 1.005         | 0,75%                            |
| Yukon                    | 440           | 1,6%                             | 545           | 1,8%                             | 500           | 1,8%                             | 620           | 2,0%                             |
| Các Lãnh thổ Tây Bắc     | 510           | 0,88%                            | 525           | 0,82%                            | 400           | 1,1%                             | 610           | 1,5%                             |
| Nunavut                  | N/A           | N/A                              | N/A           | N/A                              | 95            | 0,36%                            | 125           | 0,40%                            |

| Tỉnh bang/lãnh thổ       | Dân số (2011) | % tổng dân số các dân tộc (2011) | Dân số (2016) | % tổng dân số các dân tộc (2016) |
| ------------------------ | ------------- | -------------------------------- | ------------- | -------------------------------- |
| Ontario                  | 883.990       | 7,0%                             | 931,805       | 7,0%                             |
| Québec                   | 307.810       | 4,0%                             | 326.700       | 4,1%                             |
| British Columbia         | 150.660       | 3,5%                             | 166.090       | 3,6%                             |
| Alberta                  | 88.705        | 2,5%                             | 101.260       | 2,5%                             |
| Manitoba                 | 21.960        | 1,9%                             | 23.205        | 1,9%                             |
| Nova Scotia              | 14,305        | 1,6%                             | 15.625        | 1,7%                             |
| Saskatchewan             | 9.530         | 1,0%                             | 11.310        | 1,1%                             |
| New Brunswick            | 7.195         | 1,0%                             | 7.460         | 1,0%                             |
| Newfoundland và Labrador | 1.825         | 0,36%                            | 1.710         | 0,33%                            |
| Đảo Hoàng tử Edward      | 955           | 0,70%                            | 1.200         | 0,86%                            |
| Yukon                    | 725           | 2,2%                             | 915           | 2,6%                             |
| Các Lãnh thổ Tây Bắc     | 545           | 1,3%                             | 505           | 1,2%                             |
| Nunavut                  | 215           | 0,70%                            | 175           | 0,49%                            |

| Khu vực đô thị               | Dân số (1991) | % tổng dân số các dân tộc (1991) | Dân số (1996) | % tổng dân số các dân tộc (1996) | Dân số (2001) | % tổng dân số các dân tộc (2001) | Dân số (2006) | % tổng dân số các dân tộc (2006) |
| ---------------------------- | ------------- | -------------------------------- | ------------- | -------------------------------- | ------------- | -------------------------------- | ------------- | -------------------------------- |
| Vùng đô thị Toronto          | N/A           | N/A                              | 414.310       | 9,8%                             | 429.380       | 9,2%                             | 466.155       | 9,2%                             |
| Vùng đô thị Montréal         | N/A           | N/A                              | 220.935       | 6,7%                             | 224.460       | 6,6%                             | 260.345       | 7,3%                             |
| Đại Vancouver                | N/A           | N/A                              | 64.285        | 3,5%                             | 69.000        | 3,5%                             | 76.345        | 3,6%                             |
| Vùng đô thị Hamilton         | 58,785        | 9,8%                             | 62.035        | 10,0%                            | 67,685        | 10,3%                            | 72.440        | 10,6%                            |
| Vùng đô thị Niagara          | 43.040        | 10,9%                            | 44.515        | 11,0%                            | 44.645        | 12,0%                            | 48.850        | 12,7%                            |
| Vùng Thủ đô Quốc gia         | N/A           | N/A                              | 34.350        | 3,4%                             | 37.435        | 3,6%                             | 45.005        | 4,0%                             |
| Windsor                      | N/A           | N/A                              | 29.270        | 10,6%                            | 30.680        | 10,1%                            | 33.725        | 10,5%                            |
| Đại Calgary                  | N/A           | N/A                              | 23.885        | 2,9%                             | 29.120        | 3,1%                             | 33.645        | 3,1%                             |
| Đại Edmonton                 | N/A           | N/A                              | 20.020        | 2,3%                             | 22.385        | 2,4%                             | 28.805        | 2,8%                             |
| London                       | N/A           | N/A                              | 15.570        | 4,0%                             | 17.290        | 4,1%                             | 20.380        | 4,5%                             |
| Đại Winnipeg                 | N/A           | N/A                              | 15.245        | 2,3%                             | 16.105        | 2,4%                             | 18.580        | 2,7%                             |
| Vùng đô thị Oshawa           | N/A           | N/A                              | 11.675        | 4,4%                             | 13.990        | 4,8%                             | 18.225        | 5,6%                             |
| Sault Ste. Marie             | N/A           | N/A                              | 16.480        | 20,0%                            | 16.315        | 21,0%                            | 17.720        | 22,4%                            |
| Vịnh Thunder                 | N/A           | N/A                              | 15.095        | 12,1%                            | 15.395        | 12,8%                            | 17.290        | 14,3%                            |
| Kitchener-Cambridge-Waterloo | N/A           | N/A                              | 10.240        | 2,5%                             | 11.365        | 2,8%                             | 13.675        | 3,1%                             |
| Guelph                       | N/A           | N/A                              | N/A           | N/A                              | 11.135        | 9,6%                             | 12.110        | 9,6%                             |
| Đại Sudbury                  | N/A           | N/A                              | 11.990        | 7,5%                             | 12.030        | 7,8%                             | 13.415        | 8,6%                             |
| Barrie                       | N/A           | N/A                              | N/A           | N/A                              | N/A           | N/A                              | 10.330        | 5,9%                             |

| khu vực đô thị               | Dân số (2011) | % tổng dân số các dân tộc (2011) | Dân số (2016) | % tổng dân số các dân tộc (2016) |
| ---------------------------- | ------------- | -------------------------------- | ------------- | -------------------------------- |
| Vùng đô thị Toronto          | 475.090       | 8,6%                             | 484.360       | 8,3%                             |
| Vùng đô thị Montréal         | 263.565       | 7,0%                             | 279.795       | 7,0%                             |
| Đại Vancouver                | 82.435        | 3,6%                             | 87.875        | 3,6%                             |
| Vùng đô thị Hamilton         | 75,900        | 10,7%                            | 79,725        | 10,8%                            |
| Vùng thủ đô Quốc gia         | 47,975        | 4,0%                             | 53.825        | 4,1%                             |
| Vùng Niagara                 | 48.530        | 12,6%                            | 49.345        | 12,4%                            |
| Đại Calgary                  | 36.875        | 3,1%                             | 42,940        | 3,1%                             |
| Đại Edmonton                 | 29.580        | 2,6%                             | 33.800        | 2,6%                             |
| Windsor                      | 30.880        | 9,8%                             | 33.175        | 10,2%                            |
| Vùng đô thị Oshawa           | 20.265        | 5,8%                             | 22.870        | 6,1%                             |
| London                       | 20.210        | 4,3%                             | 22.625        | 4,6%                             |
| Đại Winnipeg                 | 18.405        | 2,6%                             | 19.435        | 2,6%                             |
| Kitchener-Cambridge-Waterloo | 14.860        | 3,2%                             | 18.650        | 3,6%                             |
| Vịnh Thunder                 | 15.575        | 13,1%                            | 16.610        | 14,0%                            |
| Sault Ste. Marie             | 16.005        | 20,4%                            | 16.025        | 20,9%                            |
| Barrie                       | 11.415        | 6,2%                             | 14.460        | 7,4%                             |
| Guelph                       | 12,915        | 9,3%                             | 14.430        | 9,6%                             |
| Đại Sudbury                  | 13.115        | 8,3%                             | 13.500        | 8,3%                             |
| Victoria                     | 10,535        | 3,1%                             | 11.665        | 3,3%                             |

### Ngôn ngữ và nhập cư
Tính đến năm 2016, trong số 1.587.970 dân số, 236.635 là người nhập cư gốc Ý,  với 375.645 tuyên bố tiếng Ý là tiếng mẹ đẻ của họ . 
| Năm      | Dân số  | % người nói tiếng mẹ đẻ không chính thức ở Canada | % của tất cả những người nói tiếng mẹ đẻ ở Canada |
| -------- | ------- | ------------------------------------------------- | ------------------------------------------------- |
| Năm 1991 | 449.660 | 12,7%                                             | 1,7%                                              |
| Năm 1996 | 484.500 | 10,5%                                             | 1,7%                                              |
| 2001     | 469.485 | 9,0%                                              | 1,6%                                              |
| Năm 2006 | 455.040 | 7,4%                                              | 1,5%                                              |
| 2011     | 407.485 | 6,2%                                              | 1,2%                                              |
| 2016     | 375.645 | 5,1%                                              | 1,1%                                              |

| Giai đoạn | Dân số  | % tổng số người nhập cư Canada |
| --------- | ------- | ------------------------------ |
| 1901–1910 | 58.104  | 3,5%                           |
| 1911–1920 | 62.663  | 3,7%                           |
| 1921–1930 | 26.183  | 2,1%                           |
| 1931–1940 | 3.898   | 2,4%                           |
| 1941–1950 | 20.682  | 4,2%                           |
| 1951–1960 | 250.812 | 15,9%                          |
| 1961–1970 | 190.760 | 13,5%                          |
| 1971–1978 | 37.087  | 3,1%                           |

| Năm      | Dân số  | % người nhập cư ở Canada | % dân số Canada |
| -------- | ------- | ------------------------ | --------------- |
| 1986     | 366.820 | 9,4%                     | 1,5%            |
| Năm 1991 | 351.615 | 8,1%                     | 1,3%            |
| Năm 1996 | 332.110 | 6,7%                     | 1,2%            |
| 2001     | 315.455 | 5,8%                     | 1,1%            |
| 2006     | 296.850 | 4,8%                     | 0,94%           |
| 2011     | 260.250 | 3,6%                     | 0,78%           |
| 2016     | 236.635 | 3,1%                     | 0,67%           |